# A1 Team Italië
Het A1 Team Italië was een Italiaanse raceteam dat deelnam aan de A1 Grand Prix.
Eigenaar van het team was Piercarlo Ghinzani. De wagen van Italië was blauw van kleur.
Het team heeft 1 overwinning behaald en viermaal de derde plaats tijdens een race. De zevende plaats in kampioenschap van het tweede seizoen was het beste kampioenschapsresultaat in de vier seizoenen dat A1 Grand Prix heeft bestaan.

## Coureurs
De volgende coureurs hebben gereden voor Italië, met tussen haakjes het aantal races.
- Enrico Toccacelo (40, waarvan 1 overwinning)
- Edoardo Piscopo (22)
- Vitantonio Liuzzi (4)
- Alessandro Pier Guidi (4)
- Massimiliano Busnelli (4)
- Massimiliano Papis (2)
- Fabio Onidi (2)